# McLintock! (película de 1963)
McLintock! (El gran McLintock en España, Un Verdadero hombre (México) o McLintock! en Latinoamérica) es un western cómico estadounidense de 1963 dirigido por Andrew V. McLaglen y con John Wayne y Maureen O'Hara como actores principales.
El guion de la película está levemente basado en la obra de William Shakespeare La fierecilla domada.

## Argumento
George Washington McLintock (John Wayne), respetado y querido ciudadano de un pueblo de Arizona, es un ganadero terrateniente que se encuentra anclado a unos caducos principios basados en la rudeza y el machismo. Es por ello, y por las sospechas de infidelidad, que su mujer, Katherine (Maureen O'Hara), le abandonó hace años. Sin embargo, el regreso a casa de la hija en común, con la noticia de que se encuentra prometida, hará que la expareja se reúna de nuevo para decidir su futuro. A partir de este momento, se sucederán las peleas entre ambos, lo que provocará hilarantes situaciones, agravadas por la contratación de una joven y bella cocinera en la hacienda. Además, el actual gobernador mostrará una insana envidia hacia la posición de reconocimiento del pueblo hacia McLintock, y tratará continuamente de desprestigiarle.

## Reparto
- John Wayne: George Washington McLintock
- Maureen O'Hara: Katherine Gilhooley McLintock
- Patrick Wayne: Devlin Warren
- Stefanie Powers: Becky McLintock
- Jack Kruschen: Jake Birnbaum
- Chill Wills: Drago
- Yvonne De Carlo: señora Louise Warren
- Jerry Van Dyke: Matt Douglas Jr
- Edgar Buchanan: Bunny Dull
- Bruce Cabot: Ben Sage
- Perry Lopez: Davey Elk
- Strother Martin: Agard
- Gordon Jones: Matt Douglas
- Robert Lowery: Gobernador Cuthbert H. Humphrey
- Hank Worden: Curly Fletcher